# Milower Land
Milower Land é um município da Alemanha, situado no distrito de Havelland, no estado de Brandemburgo. Tem 160,48 km² de área, e sua população em 2019 foi estimada em 4.322 habitantes.